# سونيت 1
السونيت 1 هي واحدة من السوناتات الـ 154 التي كتبها الكاتب والشاعر الإنجليزي وليم شكسبير.

## سياق الكلام
سوناتات شكسبير لا تتبع بالضبط شكل السونيت التي أنشأها الشاعر الإيطالي فرانشيسكو بتراركا. وفقًا لروبرت ماتز، «شكسبير يحول سياق السونيت». يجلب شكسبير الموضوعات والمواضيع التي كانت غير عادية في ذلك الوقت. كان يمكن لجمهور شكسبير أن يفسر هذه النغمة العدوانية على أنها تشجيع غير لائق تماماً للتناسل. في الواقع، كانت السوناتات الأخرى في ذلك الوقت تحترم العفة. ومع ذلك، شكسبير «لا ينخرط في تمجيد عفة المحبوب، بل يتهم الشاب بدلاً من ذلك باستهلاكه الشرير في رفضه للتناسل والإنجاب» وريث رقيق «سيواصل جماله إلى ما بعد التحلل القاسي للشيخوخة». غالباً ما تكون السوناتات عن الحب الرومانسي بين المتحدث والحبيب لكن شكسبير لا يفعل ذلك. بدلاً من ذلك، يحث شكسبير الشاب على ممارسة الجنس والإنجاب مع امرأة في الزواج.

### السياق لـ سونيت 1
هذه السونيت هي السونيت الأولى من مجموعة سوناتات الإنجاب المنشورة في كوارتو 1609. وفقاً لهيلين فيندلر، يمكن أن تكون هذه السونيت «كمؤشر لبقية السوناتات»، بشكل أساسي لأنها تجلب «دوراً كبيراً مثل هذه المواد المفاهيمية؛ يبدو أنها أساس واعي للذات وضعت للبقية». يقول فيندلر أنه بسبب «الوفرة المطلقة للقيم والصور والمفاهيم الهامة في التسلسل التي يتم استدعاؤها» و«عدد الكلمات المهمة التي تم جلبها لفت انتباهنا» في هذه السونيت، أنه ربما تم تأليفها في وقت متأخر من عملية الكتابة، ثم تم وضعها أولاً (كمقدمة «للآخرين»). يقول فيليب مارتن أن سونيت 1 مهمة للبقية لأنها «تذكر مواضيع السوناتات التي تليها مباشرة وكذلك التسلسل بشكل عام». بالنسبة له، يتم الإعلان عن الموضوعات في هذا السونيت والموضوعات الأخرى التي تأتي لاحقاً تطور هذه الموضوعات في السونيت 1. يقول جوزيف بيكويني أن سونيت 1 قد تكون «طريقة مناسبة لبدء الأقل تقليدية من تسلسل عصر النهضة الحب». وهو يوفر «إنتاج الأشكال المجازية الدالة التي ستتكرر في السوناتات القادمة، خاصة في الأربعة عشر التالية أو نحو ذلك؛ إنها تعطي مفاهيم الجمال والوقت وعلاقاتهما المتبادلة، وكذلك شعار الوردة، وكلها تحمل الوزن في السوناتات الأخرى؛ ويظهر موضوع الإنجاب، الذي سيتم تناوله في جميع القصائد باستثناء واحدة من القصائد الـ16 اللاحقة».
يقول دونالد ستوفر أن السوناتات "قد لا تكون في ترتيب صحيح تماماً ولكن لا يمكن لأحد أن ينكر أنها مرتبطة ببعضها البعض وأنها تظهر "بعض التطور في بعض "القصص" حتى وإن كانت غير مكتملة وغير مرضية".

## تحليل
تعلق هيلين فيندلر على الأهمية العامة لهذه السوناتة: "عندما رأى الله مخلوقاته، أمرهم بزيادتها ومضاعفتها. يقترح شكسبير، في السوناتة الأولى من التسلسل، أننا استوعبنا أمر الجنة بشكل جمالي: من الإنصاف المخلوقات التي نرغب في زيادتها، تبدأ السوناتة، إذا جاز التعبير، في الرغبة في عدن حيث لن تموت وردة الجمال أبداً؛ لكن الخريف يصل بسرعة مع الموت. ما لم يكن الشاب يرحم العالم، ويوافق على زيادته الخاصة، حتى "عدن متجددة ذاتيًا غير متاحة". يشير كينيث لارسن إلى أن شكسبير لا يبدأ تسلسله مع السوناتة التقليدية. يدعي لارسن أيضاً أن السطر الأول من السوناتة يردد صدى سفر التكوين، "موضع الفتحات".